# میان تنگان
میان تنگان، روستایی از توابع بخش باشت شهرستان گچساران در استان کهگیلویه و بویراحمد ایران است.

## جمعیت
این روستا در دهستان کوهمره خامی قرار دارد و براساس سرشماری مرکز آمار ایران در سال ۱۳۸۵، جمعیت آن ۳۹ نفر (۶خانوار) بوده‌است.